# Thomas Stukley

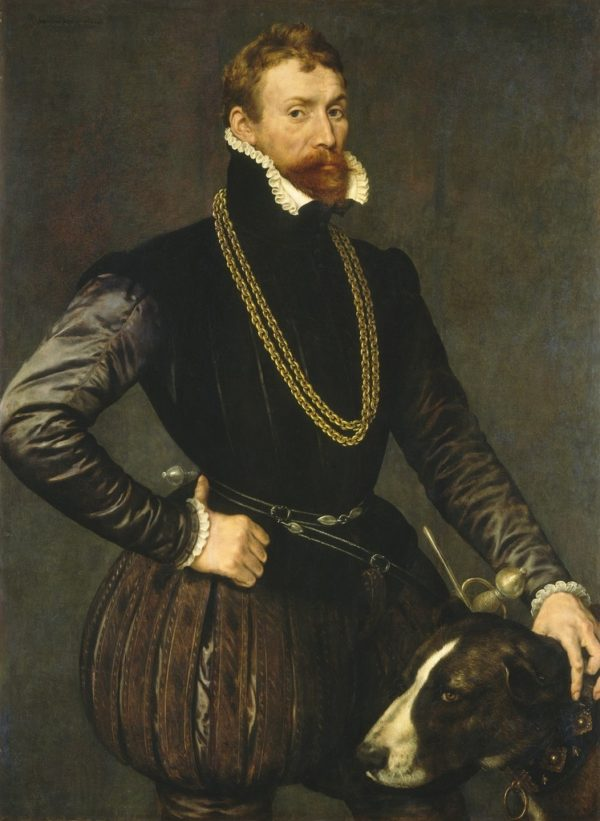
Retrato de Antoinis Mor

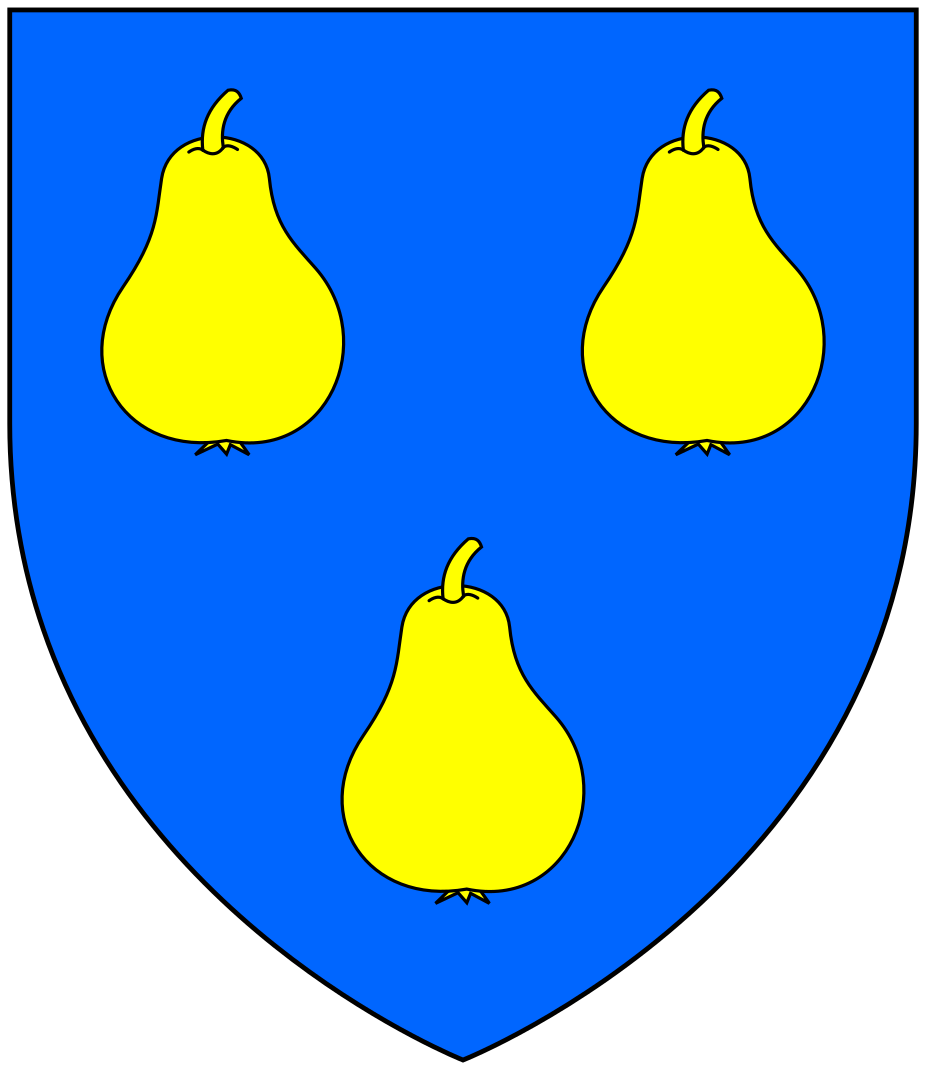
Armas de Stucley de Affeton : Azur, tres peras en oro.Lema : Bellement et Hardiment ("hermosa y valientemente")

Thomas Stucley (c. 1525  – 4 de agosto de 1578), también escrito Stukeley o Stukley y conocido como Lusty Stucley, fue un mercenario inglés que luchó en Francia, Irlanda y en la Batalla de Lepanto (1571) y murió en la Batalla del Alcazarquivir (1578). Era un recusante católico romano y rebelde contra Isabel I.

## Familia
Era el hijo menor de Sir Hugh Stucley (1496-1559), señor de la mansión de Affeton en Devon, jefe de una antigua familia de la nobleza, Caballero del Cuerpo del Rey Enrique VIII y Sheriff de Devon. en 1545.  Su madre era Jane Pollard, hija de Sir Lewis Pollard (c. 1465 – 1526), señor de la mansión de King's Nympton, Devon. 
Se ha argumentado que podría ser hijo ilegítimo del rey Enrique VIII.  Los detalles sobre las esposas o hijos que pudo haber tenido son imprecisos. 

## Carrera
Los primeros mentores de Stucley fueron Charles Brandon, primer duque de Suffolk, y luego obispo de Exeter, a cuya casa perteneció. Estuvo presente en el sitio de Boulogne en 1544-1545, y nuevamente en 1550 cuando la ciudad se rindió a los ingleses. Entre 1547 y 1550, fue abanderado en Boulogne y luego entró al servicio de Edward Seymour, duque de Somerset. Después de que este fuera arrestado en 1551 se emitió una orden contra él, pero logró escapar a Francia,  donde sirvió en el ejército francés. 
Sus talentos militares llamaron la atención de Enrique de Montmorency, y fue enviado a Inglaterra con una carta de recomendación de Enrique II de Francia a su supuesto medio hermano Eduardo VI de Inglaterra . A su llegada, el 16 de septiembre de 1552, procedió a revelar los planes franceses para la captura de Calais y un desembarco en Inglaterra, cuyo avance, según su relato, había sido el objeto de su misión a Inglaterra. John Dudley, duque de Northumberland eludió el pago de cualquier recompensa a Stucley y buscó ganarse la amistad del rey francés fingiendo no creer en las declaraciones de Stucley. 
Stucley, que bien pudo haber sido el iniciador de los planes adoptados por los franceses, fue encarcelado en la Torre de Londres durante algunos meses. Tras agotar la herencia de su hermano, fue procesado por deudas tras su liberación en agosto de 1553 y se vio obligado a convertirse en soldado de fortuna una vez más. Tuvo problemas financieros durante toda su vida. Una vez, reclamando un legado, irrumpió en la casa del testador y registró las arcas, desafiando una orden judicial. En otro episodio, fue encarcelado en la Torre de Londres acusado de robo.
Regresó a Inglaterra en diciembre de 1554 en el séquito de Manuel Filiberto de Saboya, después de obtener una amnistía, posiblemente gracias al duque de Suffolk. Su crédito mejoró temporalmente tras su matrimonio con Anne Curtis, nieta y heredera de Sir Thomas Curtis, pero su personalidad despilfarradora acató por provocar la emisión de una orden de arresto contra él por emitir dinero falso y huyó nuevamente al extranjero, abandonando a su esposa, para entrar al servicio del duque de Saboya. Luego luchó en el bando victorioso en la batalla de San Quintín en 1557.
En 1558, Stucley fue acusado de piratería, aunque nuevamente fue absuelto por falta de pruebas y logró conservar el favor de María I de Inglaterra. A la muerte del abuelo de su esposa al comienzo del reinado de Isabel, obtuvo dinero, se acomodó a la sucesión protestante y se unió al partido de Sir Robert Dudley, conde de Leicester . En 1561, reicibió la capitanía en Berwick, donde vivió suntuosamente; Durante el invierno, se hizo muy amigo del noble gaélico Shane O'Neill de Ulster, durante la visita de este último a la corte de Londres. En 1562, obtuvo una orden que le permitía llevar barcos franceses a puertos ingleses, aunque Inglaterra y Francia sólo estaban en paz nominalmente.
Por esta época, al ser presentado a la reina, dijo que preferiría ser soberano de un grano de arena que súbdito del rey más grande de la cristiandad y que tenía el presentimiento de que sería príncipe antes de morir. Se dice que la reina comentó: "Espero tener noticias tuyas cuando estés instalado en tu principado". Él respondió que seguramente lo haría, y ella preguntó: "¿En qué idioma? ". Él respondió: " Al estilo de los príncipes, a nuestra queridísima hermana " 
Stucley diseñó un plan para colonizar Florida, en ese momento muy disputada entre españoles y franceses (ver Florida española). Para ello, convenció a la reina para que le proporcionara un barco de 100 toneladas (incluidos 100 hombres, más marineros), para complementar su flota de cinco barcos. Tras organizar un espectáculo naval para la reina en el Támesis, navegó hasta la costa de Munster en Irlanda en junio de 1563 para convertirse en corsario contra barcos franceses, españoles y portugueses.  Después de repetidas protestas por parte de las potencias ofendidas, Isabel desautorizó a Stucley y envió a Sir Peter Carew para arrestarlo. Uno de sus barcos fue capturado en Cork y Stucley se rindió, pero fue absuelto una vez más y O'Neill defendió su caso a través de canales diplomáticos.

### Irlanda
La reunión con O'Neill aumentó el interés de Stucley en los asuntos de Irlanda. Fue recomendado por la reina al Lord Teniente de Irlanda, Sir Thomas Radclyffe, conde de Sussex, el 30 de junio de 1563, y en 1566 fue contratado como capitán por el nuevo Lord Diputado, Sir Henry Sidney, en un vano esfuerzo por conseguir que O'Neill se aviniera a negociar con el gobierno. O'Neill intentó utilizarlo como mediador con Sidney y ese mismo año solicitó su apoyo para luchar contra los escoceses, un acuerdo que contó con la aprobación de Sidney. El Lord Diputado solicitó a la corona que Stucley comprara las propiedades y el cargo de Sir Nicholas Bagenal, mariscal de Irlanda, por 3.000 libras esterlinas, pero Isabel denegó la pertición. Las tierras se encontraban principalmente al este del Ulster, un territorio antiguamente en manos hiberno-normandas, que fue muy disputado entre irlandeses y escoceses, y que sería utilizado por los ingleses como base para sus esfuerzos para colonizar el Ulster.
Sin inmutarse por este fracaso, Stucley fue nombrado senescal del país de Kavanagh en el sureste de Leinster, e intervino en las controvertidas reclamaciones territoriales de su principal rival en esta cuestión, Peter Carew (que lo sucedería en el cargo). Luego compró tierras a Sir Nicholas Heron en el condado de Wexford, y fue nombrado senescal por Sidney, pero la reina se opuso al nombramiento y en junio de 1568 fue reemplazado por Sir Nicholas White. Stucley había sido víctima de las disputas entre Sidney y el protector de White, el conde de Ormonde, que desembocaron al año siguiente en la amonestación de Isabel a Sidney por el uso que hizo de Stucley en las negociaciones con O'Neill. En junio de 1569, Stucley fue puesto bajo custodia en el Castillo de Dublín durante 18 semanas, debido a la afirmación de White de que había utilizado "lenguaje grosero" contra la reina y apoyado a "ciertos rebeldes".

### España
Stucley fue nuevamente absuelto y liberado en octubre de 1569. Se sospechaba que había propuesto una invasión de Irlanda al rey Felipe II de España y poco después de su liberación ofreció sus servicios a Fénelon, el embajador francés en Londres. Regresó a Irlanda en 1570, donde equipó un barco en Waterford e hizo una gran demostración de piedad, recorriendo las calles de la ciudad de rodillas mientras se ofrecía a Dios. Luego zarpó de Waterford el 17 de abril, supuestamente con destino a Londres, pero su verdadero destino era Vimeiro, al noroeste de Lisboa, donde llegó tras cinco días de viaje.
Fue invitado a Madrid por Felipe II, que lo agasajó a su llegada, probablemente con la intención de intimidar a Isabel I con una posible una invasión española en Irlanda para desviar el apoyo inglés a los rebeldes holandeses en los Países Bajos.[cita requerida] Con la aprobación del duque de Feria, Stucley fue conocido en la corte española como el "duque de Irlanda" y se estableció con una buena asignación en una villa cerca de Madrid . 
Las especulaciones sobre el futuro de Stucley se intensificaron. En 1570, se afirmó que había tratado de interferir en el complot Ridolfi con un ataque a Irlanda al año siguiente durante la invasión planificada de Inglaterra desde Flandes. La invasión irlandesa debería haber contado con el apoyo de Sir John Hawkins, que informó del supuesto complot al consejo privado, lo que llevó al arresto de Thomas Howard, cuarto duque de Norfolk .
El 12 de febrero de 1571, el rey fue informado por el embajador español de que en Londres se tenía noticia procedente de Francia de que el Papa había cedido a la corona española el reino creado para Felipe y María I de Inglaterra, que había quedado vacante tras la excomunión de Isabel por el Papa Pío V, en su bula papal Regnans in Excelsis de 1570, y que se rumoreaba que Stucley sería enviado a Inglaterra con 14 a 15 compañías de tropas.
En medio de esta situación, el arzobispo católico de Cashel, Maurice Reagh Fitzgibbon –aliado del líder irlandés en Munster James Fitzmaurice Fitzgerald– intentó durante su estancia en España desacreditar las ambiciones de Stucley.[cita requerida]</link>, encontrando el apoyo del duque de Alba, quien desestimó la invasión propuesta basándose en que una vez que Inglaterra cayera, Irlanda caería por sí misma.
El escrito del arzobispo consistía en solicitar el nombramiento de Juan de Austria como rey de Irlanda. Al trasladarse a París, Fitzgibbon informó al embajador inglés allí, Sir Francis Walsingham, del plan de Stucley.
Stucley se mudó a Roma, donde encontró el favor del Papa Pío V, que había excomulgado a Isabel en 1571. Participó en la batalla de Lepanto (7 de octubre de 1571) y demostró gran valor, en lo que fue una victoria crucial para la Liga Santa sobre el Imperio Otomano de Selim II, y permitió a España centrarse en el norte de Europa.
Las hazañas de Stucley le devolvieron el favor en Madrid, y a finales de marzo de 1572 estaba en Sevilla. Se dice que en cuatro años (1570-1574) recibió más de 27.000 ducados de Felipe II, pero cansado por las demoras del rey puso sus miras en el nuevo papa, Gregorio XIII, que aspiraba a convertir a su hijo Giacomo Boncompagni en Rey de Irlanda . 

### Roma
Stucley se alió con Fitzmaurice y se mudó a Roma en 1575. En junio, Stucley se entrevistó en Nápoles con Juan de Austria donde le detalló sus planes para realizar una expedición en octubre, con el propósito de liberar María de Escocia, de prisión y tomar posesión de Inglaterra. Don Juan, que ahora estaba a cargo de las fuerzas españolas en Flandes, dijo que el rey tendría que aprobarlo y que 3.000 hombres eran muy pocos, pero se mostró cautelosamente optimista ante la posibilidad de que la expedición ayudara a contener la rebelión en los Países Bajos.
En 1575, fray Patrick O'Healy llegó a Roma con una carta del rey y anunciando que buscaba autorización para que un caballero irlandés anónimo se rebelara y solicitara ayuda; Insistió en que Felipe II había dado su bendición. El Papa Gregorio destacó que la corona no debería recaer en un pretendiente francés o español, sino en una católica nativa, es decir, María, reina de Escocia; se oponía a que Don Juan fuera coronado en Irlanda. El rey cuestionó la autoridad de O'Healy para entablar una discusión sobre el asunto irlandés y cuestionó la oposición del Papa al aumento de la autoridad española.
El Papa estaba dispuesto a garantizar la paga y los gastos de seis meses para 200 hombres, y se preguntaba si se podría realizar un atentado personal contra Isabel. Más tarde, se sugirió enviar una fuerza de 5.000 hombres a Liverpool para liberar a María. El Papa Gregorio negoció que Felipe II sufragara todos los gastos de la expedición y sugirió que si el Vaticano colaboraba, recibiría algún beneficio en Italia a modo de retorno material. Los españoles pensaron que el líder de la expedición debería estar casado, para evitar la aprobación papal de un matrimonio con María.
Los espías británicos habían estado reportando las actividades de Stucley desde la intervención del arzobispo Fitzgibbon en España. En marzo de 1573, el jefe del espionaje inglés, Sir William Cecil, Lord Burghley, recibió información de que ciertos "caballeros decadentes" planeaban unirse a Stucley en España para la invasión de Irlanda. Al principio, Walsingham no sabía qué pensar de Fitzgibbon, al darse cuenta de que un agente de Burghley había sembrado disensiones entre el arzobispo y Stucley, pero en 1575 sí recibió informes de la alianza entre Stucley y Fitzmaurice, mientras el nuncio en Madrid estaba instando a una invasión de Inglaterra.

### Expedición de invasión
El 1 de octubre de 1578, Juan de Austria murió en campaña en el sur de Bélgica, a causa del tifus. Este hecho trastocó los planes para la invasión de Inglaterra, pero aún había intenciones de apoyar la revuelta irlandesa. En 1576, Fitzmaurice había sido recibido calurosamente en Roma, donde también estaba presente William Allen, más tarde cardenal, que había presentado al Papa un plan para invadir Inglaterra por Liverpool, con 5.000 mosqueteros bajo el mando de Stucley.
En 1578, el Papa proporcionó infantería a Stucley y este partió con 2.000 hombres, en su mayoría bandoleros y ladrones de los Apeninos a cambio de indultos e indulgencias. Estaban mandados por oficiales profesionales dirigidos por Hércules de Pisano, y Giuseppi, que pasó a comandar la guarnición de Smerwick al comienzo de la Segunda Rebelión de Desmond. En total, unos 4000 hombres.
Stucley zarpó hacia Irlanda desde Civitavecchia en marzo de 1578. En abril llegó a Cádiz, desde donde expidió pasaportes a los irlandeses que regresaban a casa, describiéndose a sí mismo como Marqués de Leinster (un título otorgado por el Papa). Felipe II lo envió a Lisboa, para reunirse con FitzMaurice y obtener mejores embarcaciones.
Aquí, Sebastián de Portugal invitó a Stucley a ponerse al frente de su ejército, formado por mercenarios portugueses y alemanes, para preparar una invasión de Marruecos . Stucley abandonó la invasión irlandesa y destruyó las esperanzas de ayuda en Munster. Se dice que Stucley declaró que conocía Irlanda tan bien como el que más y que allí sólo había "hambre y piojos".
El jesuita Nicholas Sanders y los miembros irlandeses de la expedición regresaron a Roma para continuar con los planes de invasión, privados ahora de dinero y hombres tras la deserción de Stucley.
A su llegada a Marruecos, Stucley se opuso a marchar inmediatamente contra un gran contingente moro, rechazando las tropas y tácticas del rey portugués.[cita requerida] Según se informa, luchó con valentía el 4 de agosto de 1578 en la batalla de Alcácer Quibir, en el centro de las líneas, pero resultó muerto al recibir un cañonazo en las piernas o tal vez, como afirma la tradición, asesinado por sus soldados italianos después de la derrota de los portugueses.[cita requerida] El historiador Jerry Brotton escribe sobre él: "Puede que Elizabeth no le hubiera importado un comino, pero puede haber sido una de sus balas de cañón la que lo mató". 

## Legado
La carrera de Stucley causó una considerable impresión en sus contemporáneos y, al morir, atrajo tanta especulación y chismes como en vida. Una obra generalmente asignada a George Peele, La batalla de Alcázar con la muerte del capitán Stukely, impresa en 1594, probablemente se representó en 1592. Se trata de la llegada de Stucley a Lisboa y su expedición morisca; en un largo discurso en el que recapitula los principales acontecimientos de su vida antes de morir 
Una pieza posterior, La famosa historia de la vida y muerte del capitán Thomas Stukeley, impresa para Thomas Pavier (1605), que posiblemente sea el Stewtle, representada, según Henslowe, el 11 de diciembre de 1596, trata de episodios sucesivos, y parece ser un pastiche de anteriores obras de teatro sobre Dom António y Stucley. Sus aventuras también son tema de varias baladas. 
Existe una biografía de Stucley, basada principalmente en documentos oficiales ingleses, venecianos y españoles, en la edición de R Simpson de la obra de 1605 (School of Shakespeare, 1878, vol. i.), donde también se icluyen las baladas de Stucley.  

## Otras lecturas
- Sir Thomas Stucley, c. 1525-1578: Traidor extraordinario de John Izon (1956)
- Las amantes de Enrique VIII de Kelly Hart (2009)
- Las obras de Stukeley: 'La batalla del Alcázar' de George Peele y 'La famosa historia de la vida y muerte del capitán Thomas Stukeley' de Charles Edelman

- Datos: Q7794258